# WAKADANNA 5 〜フォアグラなんていらねぇよ〜
『WAKADANNA 5 〜フォアグラなんていらねぇよ〜』（わかだんなふぁいぶ・ふぉあぐらなんていらねぇよ）は、2016年4月6日に発売された若旦那の5作目のオリジナルアルバム。発売元は徳間ジャパンコミュニケーションズ。

## 概要
- ソロ活動、プロデュース活動にと独自のスタンスで幅広い活動を続けている若旦那の通算5枚目となるオリジナル・アルバム。

## 収録曲
1. トンネル
（作詞：若旦那 / 作曲：若旦那、篠原太郎）
2. 反逆
（作詞：若旦那 / 作曲：若旦那、篠原太郎）
3. ビシバシ純情!
（作詞：谷穂ちろる / 作曲：馬飼野康二）
HILLBILLY BOPSの楽曲のカバー。
4. 負けるな小さきものよ (Album Ver.)
（作詞：若旦那 / 作曲：大隅知宇）
テレビアニメ『うしおととら』第2期エンディングテーマ[1]
5. ブランニューデイズ (Acoustic Ver.)
（作詞：若旦那 / 作曲：若旦那、バックドロップ）
6. つきおと
（作詞：松田岳二、若旦那/ 作曲：松田岳二、若旦那）
7. サンタクロース (Album MIX)
（作詞：若旦那 / 作曲：若旦那、篠原太郎）
8. 「すいません、熱いの下さい!!」
9. 試練だ！
（作詞：若旦那 / 作曲：若旦那、篠原太郎）
10. 国境
（作詞：若旦那 / 作曲：若旦那、篠原太郎）
11. アカペラ
（作詞：若旦那 / 作曲：若旦那）
12. ハル 〜feat.Hiroya Ozaki〜
（作詞：若旦那、尾崎裕哉/ 作曲：若旦那、篠原太郎）
13. 負けるな小さきものよ (Single Ver. Takane MIX)
（作詞：若旦那 / 作曲：大隅知宇）